# 塔什库尔干镇
塔什库尔干镇是中华人民共和国新疆维吾尔自治区喀什地区塔什库尔干塔吉克自治县下辖的一个乡镇级行政单位。 塔什库尔干镇距北面的喀什市约290公里，距南面中巴边境的红其拉甫口岸约130公里。塔什库尔干在维吾尔语中的意思是“石头城”。因城北有古代石砌城堡而得名。

## 行政区划

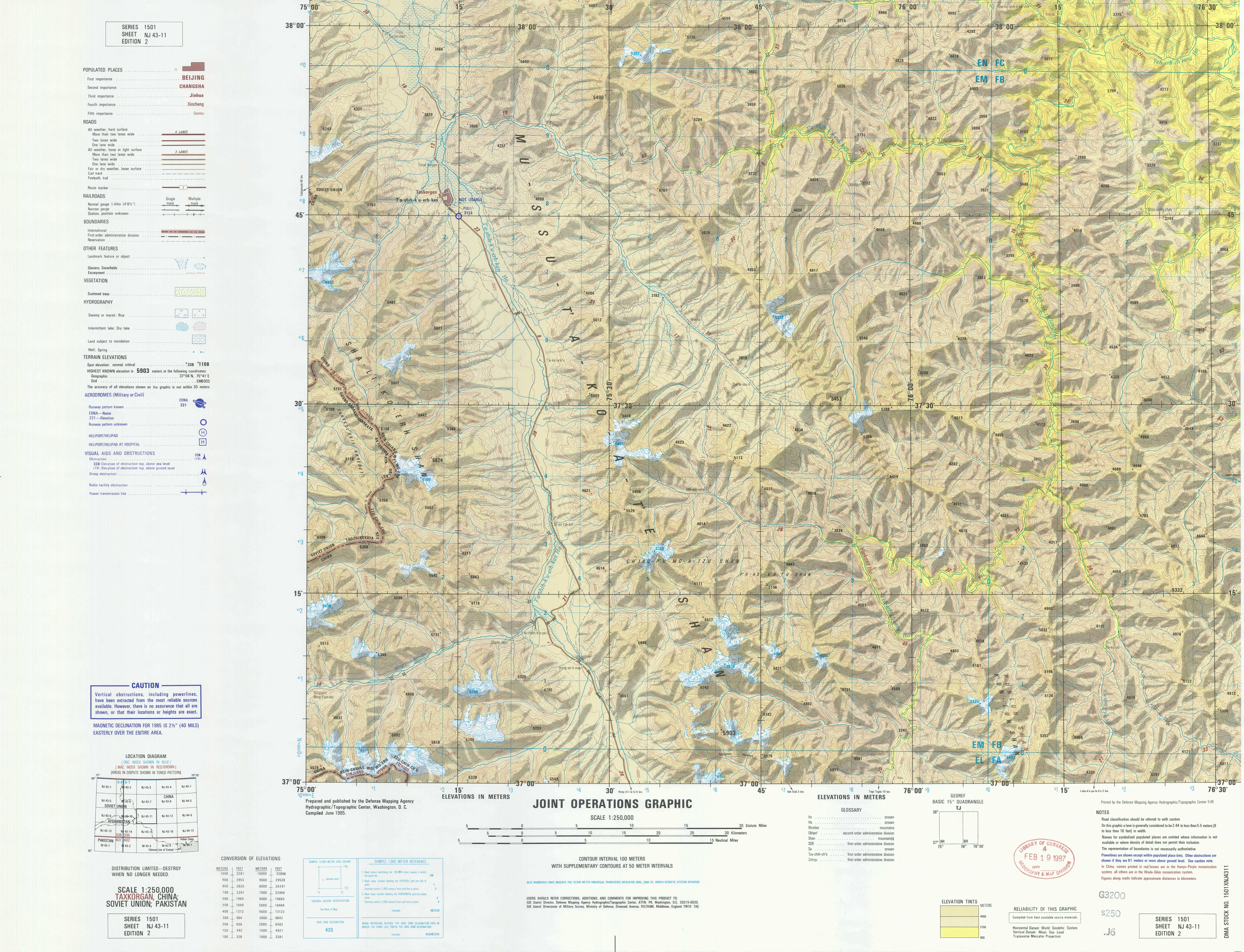
包括塔什庫爾干(Taxkorgan (T'a-shih-k'u-erh-kan))的地圖(DMA, 1985)

塔什库尔干镇下辖以下地区：
喀什尕勒社区、布拉克尕勒社区和旭东社区。

## 喀喇昆仑公路
喀喇昆仑公路穿过塔什库尔干镇。往来于中国新疆与巴基斯坦之间的旅行者一般会在此停留，以便在白天穿过海拔达5000米、常年冰雪覆盖的红其拉甫口岸。